# Rio Bauru
Il Rio Bauru è un affluente del fiume Tietê nello Stato di San Paolo in Brasile.

## Percorso
Il fiume nasce a sud di Bauru nei pressi dell'area urbana. Dopo aver ricevuto gli scarichi della città e vari affluenti termina il suo percorso nel Ribeirão Grande in comune di  Pederneiras.